# D.B. Weiss

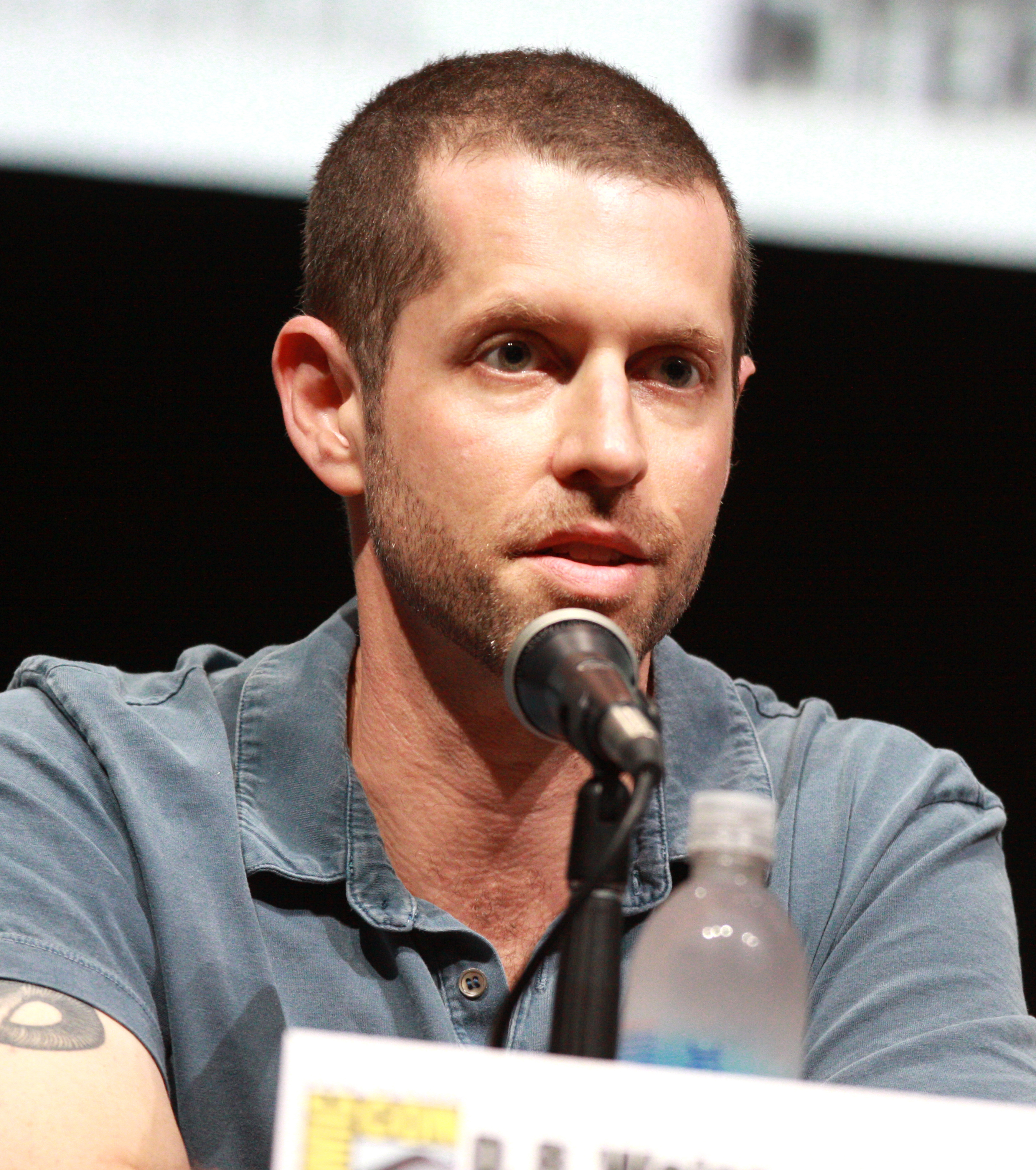
D.B. Weiss vid San Diego Comic-Con International 2013.

Daniel Brett Weiss född 23 april 1971 i Chicago, är en amerikansk filmmanusförfattare, författare och TV-producent. Tillsammans med David Benioff är han upphovsman till TV-serien Game of Thrones.
2015 utsågs Game of Thrones till bästa dramaserie vid Emmy-galan och Benioff och Weiss utsågs till bästa manusförfattare till en dramaserie.

## Filmografi
- 2011–2016 – Game of Thrones (TV-serie)